# Жорди де Сан-Жорди
Жо́рди де Сан-Жо́рди (кат. Jordi de Sant Jordi, [ˈʒɔɾði ðe ˈsan ˈʒɔɾði], поздн. 1390-е — после июня 1424) — каталонский куртуазный поэт, литератор, рыцарь. Родился в Королевстве Валенсия. Дата рождения неизвестна. Дата смерти — после 12 июня 1424 (на основании последнего завещания). Представитель Валенсийского золотого века.

## Биография
Сын освобожденного мавританского раба. Автор «наиболее значимой каталанской лирики после Аузиуса Марка» (вместе с которым они принимал участие в морском походе против Сардинии и Корсики). Был придворным и пользовался покровительством Альфонса Великодушного. Участвовал в военных действиях в Кальви и в осаде Бонифачо, и, вместе с монархом вошел в Неаполь, где был взят в плен 30 мая 1423 года при взятии города Франческо Сфорца.
В плену было написано стихотворение «Пленник» (кат. Presoner), в котором Жорди описывает свои страхи, тоску по придворной жизни и надежды на скорейшее освобождение королём.

## Творчество
Куртуазный поэт был связан с группой молодых поэтов, воспевавших королеву Маргариту, вдову арагонского короля Мартина I, которой, возможно, посвятил свои самые торжественные кансоны, например Крахмал [уточнить] (кат. Midons) и, возможно, Отпечаток (кат. Estramps). В это время он был связан с поэтом и дипломатом Андреу Фебре и Маркизом де Сантилья́на, прославившего поэта в своей аллегорической поэме Коронация господина Жорди (кат. Coronaçión de Mosén Jordi).
Его короткие любовные кансоны (сохранилось 18 произведений) написаны в куртуазном стиле трубадуров, которые сохранили свою значимость и силу в постфеодальной Каталонии. Очевидно влияние на поэзию Жорди трубадуров XII века: Пейре Видаля, Фолькета Марсельского и, особенно, Арнаута Даниэля.

## Сохранившиеся произведения
Его наилучшая кансона, шедевр каталонской поэзии, Отпечаток, начинаются торжественными строками, с большой поэтической силой описывающих отражение прекрасной дамы на сетчатке глаза мертвого влюбленного.
Jus lo front port vostra bella semblança,

de què mon cors nit r jorn fa gran festa,

que, remiran la molt bella figura,

de vostre ffaç m'és romassa l'empremta,

que ja per mort no se'n partrà la forma;

ans, quant seray del tot fores d'est segle,

çels qui lo cors portaran al sepulcre

sobre me faç veuran lo vostre signe.
Его поэзия полна нежной печали, грустных прощаний, сновидений, вздохов и меланхолии. Поэт часто прибегает к риторическим приемам и поэтическим выражениям свойственным лирике Петрарки, начавшей проникать в творчество каталонских поэтов.
Произведение Гнев (кат. Los enuigs) продолжает традиции Монжо де Монтаудона и Сервери́ де Жирона.
Элегантны кансоны Воззвание к женщинам (кат. Crida a les dones), адресованная дамам, и Меняла (кат. Lo canviador), стихотворение о ловушках и обманах, ожидающих человека, меняющего деньги.
Его Песнь о противоположностях (кат. Cançó d'opòsits) представляет собой возрождение старой средневекомой темы трубадуров и Петрарки.
Язык Жорди, основываясь на валенсийском диалекте, содержит множество провансализмов.
Кансоны Узник, также известное как Предательство друзей (кат. Desert d'amics), и Песнь о противоположностях были положены на музыку каталонским бардом Реймоном.